# (5154) Leonov
(5154) Leonov – planetoida z pasa głównego asteroid okrążająca Słońce w ciągu 5,41 lat w średniej odległości 3,08 j.a. Odkryła ją 8 października 1969 roku Ludmiła Czernych w Krymskim Obserwatorium Astrofizycznym znajdującym się w miejscowości Naucznyj. Nazwa planetoidy pochodzi od Jewgienija Leonowa – radzieckiego aktora filmowego i teatralnego.